# Acraea praeponina
Acraea praeponina är en fjärilsart som beskrevs av Otto Staudinger 1896. Acraea praeponina ingår i släktet Acraea och familjen praktfjärilar. Inga underarter finns listade i Catalogue of Life.